# مارینگ-نوفیاند
مارینگ-نوفیاند (به آلمانی: Maring-Noviand) یک شهر در آلمان است که در برنکاستل-ویتلیش واقع شده‌است. مارینگ-نوفیاند ۱٬۴۹۶ نفر جمعیت دارد.